# Zinków (obwód chmielnicki)
Zinków (ukr. Зіньків, Zińkiw) – wieś na Ukrainie, w rejonie wińkowieckim obwodu chmielnickiego, nad Uszycą.

## Historia
Prywatne miasto szlacheckie położone było w XVI wieku w województwie podolskim. Pod rozbiorami siedziba gminy Zinków w powiecie latyczowskim guberni podolskiej.
Podczas okupacji hitlerowskiej, w lecie 1941 roku Niemcy utworzyli getto dla żydowskich mieszkańców. Przebywało w nim około 2200 osób. 7 października 1942 roku Niemcy zlikwidowali getto, a Żydów zamordowali. 

## Zabytki
- Zamek w Zinkowie, ruiny murowanego zamku należącego do Szafrańców, później Odrowążów, Sieniawskich i Czartoryskich, położonego na dawnym Czarnym szlaku.
- Kościół rzymskokatolicki pw. Trójcy Przenajświętszej z 1450 wzniesiony przez ród Odrowążów. Odnowiony w 1708 roku przez właściciela miejscowości hetmana Adama Mikołaja Sieniawskiego po zniszczeniach z czasów okupacji tureckiej[3]. W 1938 roku zamknięty przez władze komunistyczne i następnie zrujnowany. Odzyskany przez miejscowych katolików w 1989–1990 roku i wyremontowany w latach 1994–1997.
- dwór, parterowy, wybudowany w XIX w. w stylu klasycystycznym; w 1996 r. była tu szkoła[4]